# Atletica leggera ai Giochi della IV Olimpiade - Lancio del giavellotto
La competizione del lancio del giavellotto di atletica leggera dei Giochi della IV Olimpiade si tenne il giorno 17 luglio 1908 allo Stadio di White City a Londra.

## L'eccellenza mondiale
| Record olimpico: Atene 1906    | 53,90 | Eric Lemming | Presente |
| Primatista mondiale stagionale | 57,33 | Eric Lemming | Presente |

## Risultati

### Turno eliminatorio
Tutti i 16 iscritti hanno diritto a tre lanci. Poi si stila una classifica. I primi tre disputano la finale (tre ulteriori lanci).
I tre finalisti si portano dietro i risultati della qualificazione.
In una specialità in cui i britannici non hanno tradizione, sono gli atleti scandinavi a dominare.
La miglior prestazione appartiene allo svedese Lemming, campione 1906 in carica, con 53,69 m.
Gruppo A
| Pos. | Atleta             | Nazione     | Misura |
| ---- | ------------------ | ----------- | ------ |
| 3    | Otto Nilsson       | Svezia      | 47,10  |
| 4    | Aarne Salovaara    | Finlandia   | 46,81  |
| 5    | Armas Pesonen      | Finlandia   | 45,17  |
| -    | Karl Bechler       | Germania    | ND     |
| -    | John Johansen      | Norvegia    | ND     |
| -    | Juho Halme         | Finlandia   | ND     |
| -    | Kharalambos Zouras | Grecia      | ND     |
| -    | Henry Leeke        | Regno Unito | ND     |
| -    | Hugo Wieslander    | Svezia      | ND     |
| -    | Jimmy Tremeer      | Regno Unito | ND     |

Gruppo B
| Pos. | Atleta          | Nazione     | Misura |
| ---- | --------------- | ----------- | ------ |
| 1    | Eric Lemming    | Svezia      | 53,69  |
| 2    | Arne Halse      | Norvegia    | 50,57  |
| -    | Evert Jakobsson | Finlandia   | ND     |
| -    | Jarl Jakobsson  | Finlandia   | ND     |
| -    | Ernest May      | Regno Unito | ND     |

### Finale
Solo Lemming si migliora, riuscendo a battere il proprio record olimpico. Il campione distanzia la medaglia d'argento di oltre 4 metri.
| Pos | Paese    | Atleta       | Età | Misura   |
| --- | -------- | ------------ | --- | -------- |
|     | Svezia   | Eric Lemming | 28  | 54,825 m |
|     | Norvegia | Arne Halse   | 21  | 50,570 m |
|     | Svezia   | Otto Nilsson | 29  | 47,105 m |